# Spiegelkugel

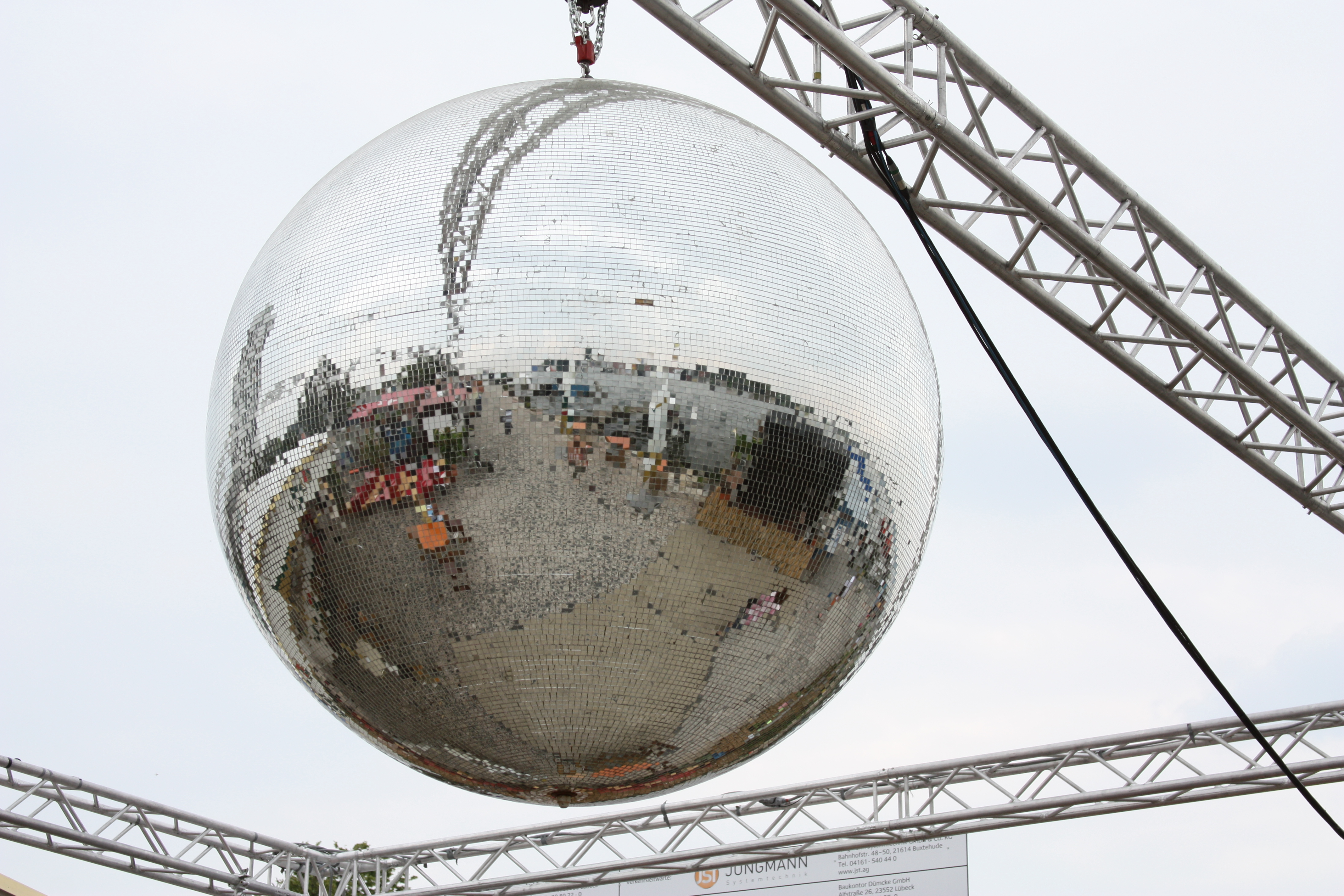
Spiegelkugel

Als Spiegelkugel (auch Diskokugel bzw. Discokugel) bezeichnet man eine (vor allem in Diskotheken vorhandene) mit kleinen Spiegeln verkleidete (beklebte) Schaumkunststoff-Kugel. Der Beleuchtungseffekt zahlreicher kleiner, sich langsam bewegender Lichtpunkte, die an einen Sternenhimmel erinnern, ergibt sich dabei aus der Reflexion von Scheinwerferlicht auf die rotierende Kugel. Durch Nebel oder Dunst (Hazer) ist es ebenfalls möglich, die Strahlen sichtbar zu machen. 

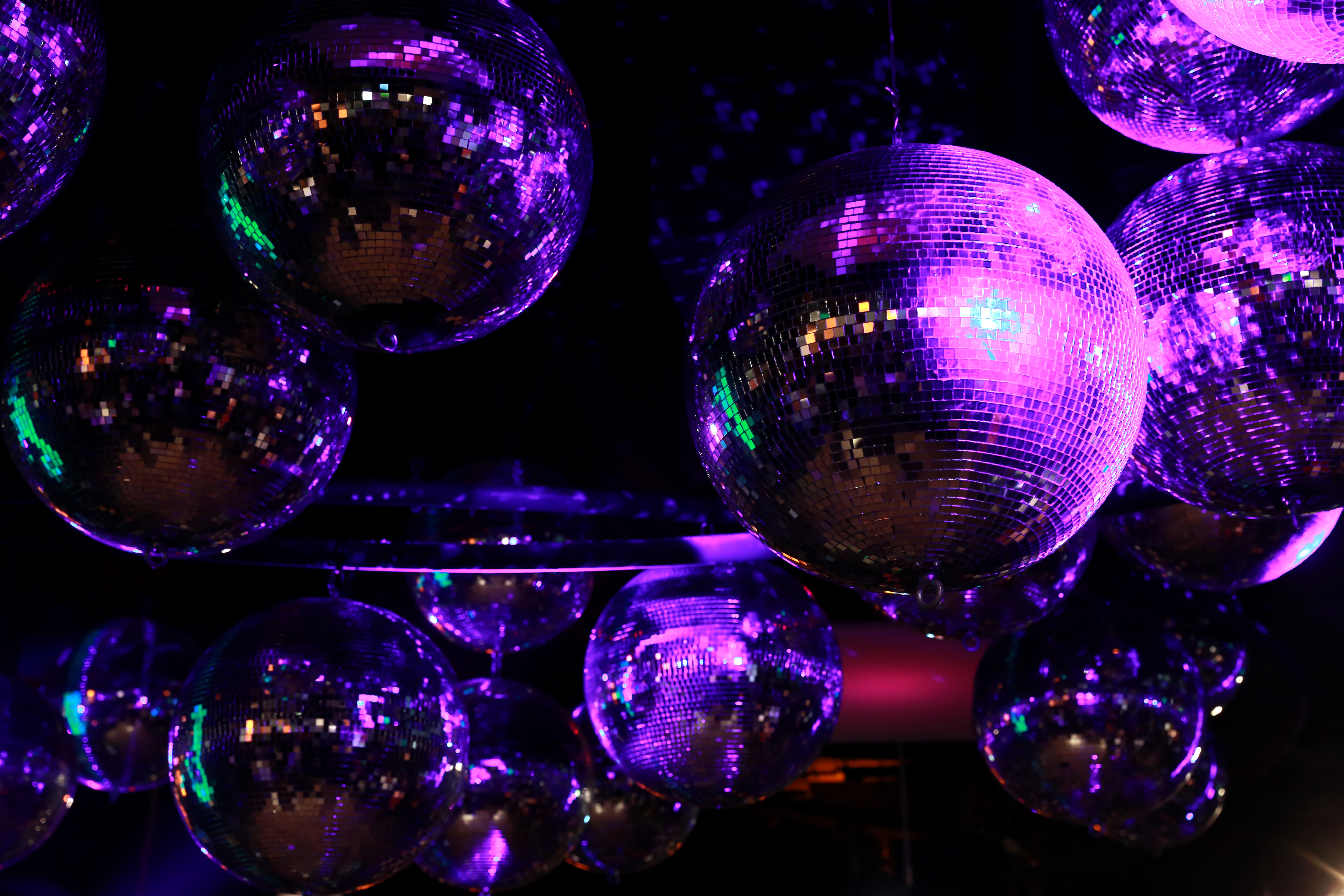
Spiegel- bzw. Disko-Kugeln

Spiegelkugeln bestehen aus einer Kunststoffkugel, auf die außen kleine Glas- oder Metallspiegel aufgeklebt werden. Sie werden meist hängend außerhalb der Reichweite von Diskothekenbesuchern montiert. Ein Elektromotor dreht die Kugel langsam, mit etwa einer bis drei Umdrehungen pro Minute.

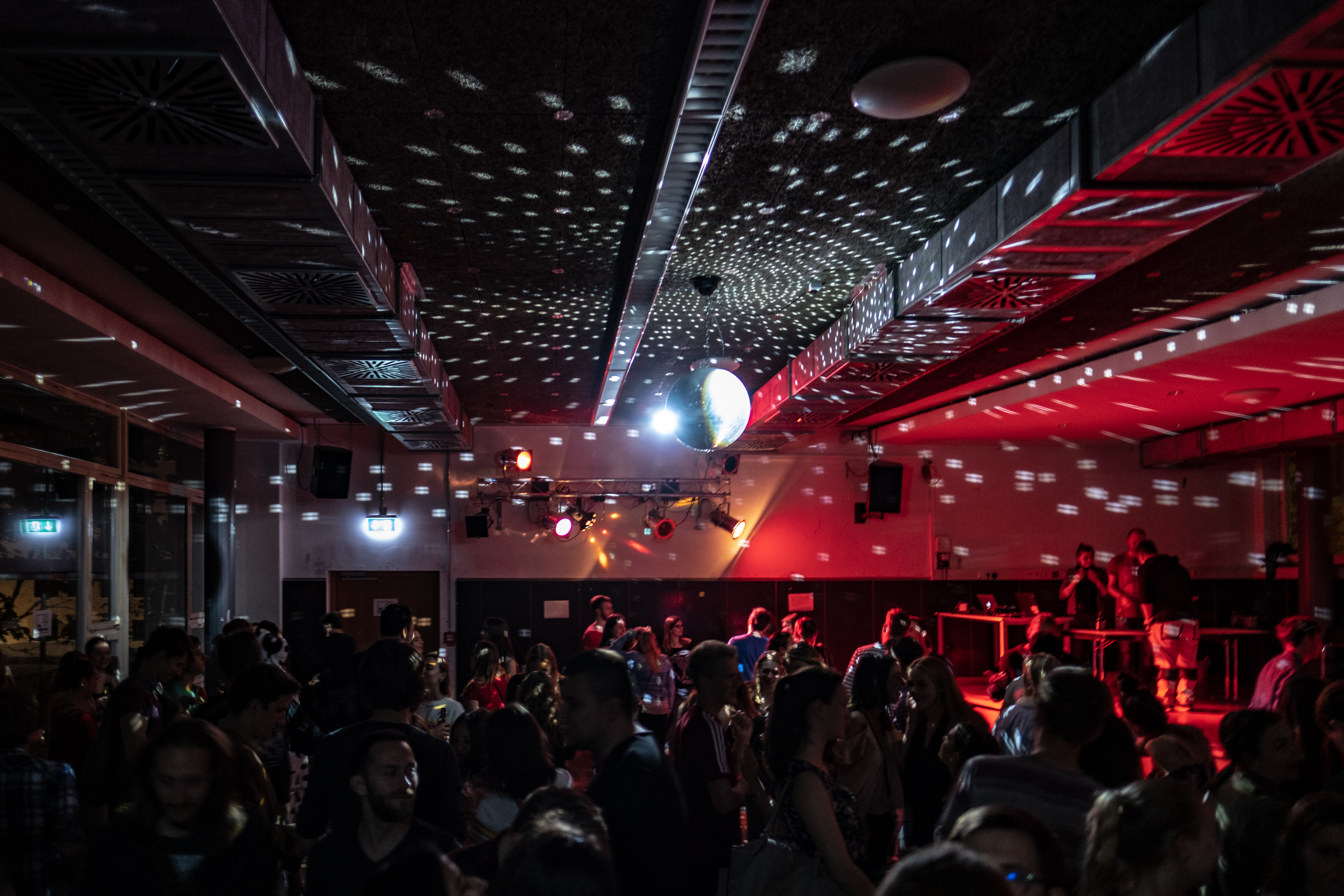
Lichteffekt einer Diskokugel in einem Nachtclub in Tübingen

Selten werden Spiegelkugeln auch als Bestandteil anderer Lichtinstallationen verwendet.
Spiegelkugeln waren bereits im Berlin der 1920er Jahre in Tanzpalästen installiert. Als Erfinder genannt wird Paul Baatz, Chef des Tanzpalasts „Ballhaus Resi“ (eigentlich Residenz-Casino, Blumenstraße 10), in dem er auch andere technische Neuheiten wie „Konfettilicht“, Tischtelefone und Rohrpost einführte. Sie sind bereits in Filmen wie Berlin: Die Sinfonie der Großstadt (1927), Der blaue Engel (1929/30), Wasser für Canitoga (1939; in einem Wildwest-Saloon des Jahres 1905), in Casablanca (1942) und in Große Freiheit Nr. 7 (1944) zu sehen.